# Hennie Aucamp
Hendrik Christoffel Lourens (Hennie) Aucamp (Dordrecht (Oost-Kaap), 20 januari 1934 – Kaapstad, 20 maart 2014) was een Zuid-Afrikaans schrijver van reisverhalen, cabaretteksten, streekverhalen, toneelstukken, korte verhalen en literaire kritiek.

## Biografie
Hennie Aucamp werd geboren in de provincie Oost-Kaap in Zuid-Afrika. Hij groeide op op de boerderij Rust-mijn-ziel in de Stormbergen, een gebied dat regelmatig in zijn korte verhalen terugkomt. In 1952 ging hij studeren aan de Universiteit van Stellenbosch, waar hij in 1955 zijn BA haalde en in 1958 zijn MA met een studie over de poëzie van Ernst van Heerden. Vervolgens was hij leraar in Stellenbosch, Jamestown, Cradock en Rondebosch. In 1963 vertrok hij naar België voor een studie aan de Katholieke Universiteit Leuven. Didactiek vormt een rode draad bij al deze studies. Na zijn promotie in 1974 werd hij aangesteld als hoofd van het Departement Afrikaans aan de Universiteit van Stellenbosch. Hij werd er hoogleraar Afrikaans aan de Faculteit Opvoedkunde, een functie die hij bekleedde tot zijn aftreden in 1994. In de tussentijd (1979) heeft hij nog in New York aan de Columbia-universiteit cursussen creatief en educatief schrijven gevolgd.

## De schrijver
Aucamp was een zeer productief schrijver. Hij is jong begonnen: hij debuteerde in 1963 met Een somermiddag. Zijn eerste gedichten werden gepubliceerd in Die Jongspan, Die Naweek en Die Huisgenoot. Thema's in zijn werk zijn eenzaamheid, homo-erotische ervaringen, natuur, kunst en reizen. De eenzame mens op reis in een troosteloze wereld is een terugkerend thema in zijn reisverhalen. In de jaren tachtig spitste hij zijn schrijfwerk toe op het schrijven van cabaretteksten. Die lewe is ’n grenshotel en Slegs vir almal worden in Windhoek opgevoerd respectievelijk in 1979 en 1985. In 1988 werd Blomtyd tijdens de Grahamstad Kunstefeeste ten tonele gebracht. In 1991 en 1992 werd Oudisie! in Kaapstad opgevoerd. Aucamps aandacht was in de laatste jaren vooral gericht op wat in Nederland sinds de jaren zeventig het 'egodocument' wordt genoemd (dagboeken, brieven, memoires, (auto)biografieën, enzovoorts). Drie publicaties stelde hij samen uit het dagboek, dat hij in de jaren negentig bijhield, en zijn herinneringen aan andere literaire persoonlijkheden bundelde hij in Bly te kenne. In die vroegte is zijn meest autobiografische werk. Hij heeft verschillende belangrijke literaire prijzen gewonnen. Ter gelegenheid van zijn zeventigste verjaardag werd in 2004 de bundel ’n Skrywer by sonsopkoms: Hennie Aucamp 70 uitgegeven, samengesteld door Lina Spies en Lucas Malan. In 2013 verscheen een aantal brieven in de publicatie Mits dese wil ek vir jou sê: Briewe van Hennie Aucamp, samengesteld door Petrovna Metelerkamp

## Werken

### Korte verhalen
- 'n Somermiddag: landelike sketse en vertellings (1963)
- Die hartseerwals (1965)
- Rooi: sketse en essays (1965). Met André Brink e.a.
- Kompas: reissketse (1965). Met Chris Barnard en André Brink.
- Rampe in die ruigte: fabels vir almal (1996)
- Spitsuur (1967)
- Karnaatjie: reissketse en essays (1968)
- ´n Bruidsbed vir tant Nonnie (1970)
- Op die Stormberge (1971). Met verschillende auteurs.
- ´n Baksel in die more: boerestories uit die Stormberge (1973)
- Dooierus (1976)
- Enkelvlug (1978)
- Volmink (1981)
- Klein koninkryk: vertellings uit die jeugland (1983)
- Mense Wat Maar Eenmaal Liefhet (1983). Met Johannes van Melle.
- Wat bly oor van soene? (1986)
- Kommerkrale: 'n AB-jap vir akoliete (1989)
- Dalk gaan niks verlore nie (1992)
- Gewis is alles net 'n grap (1995)
- Van hoogmoed tot traagheid (1996). Met illustraties van Conrad Botes
- Gekaapte tyd; 'n kladboek september 1994 - maart 1995 (1996). Autobiografisch dagboek.
- Allersiele: 'n treurboek. Mei 1995 - februari 1996 (1997). Autobiografisch dagboek.
- Gewis is alles net 'n grap (1994)
- Lyflied (1999) Een keuze uit Aucamps liedteksten door Daniel Hugo.
- Ook skaduwees laat spore: 'n keuse uit sy populêre verhale (2000)
- In lande ver vandaan: China - Tibet - Nepal; 'n toerjoernaal (2001)
- In die vroegte (2003)
- Skuinslig: ’n dagboek Maart 1996 – April 1997) (2003)
- 'n Vreemdeling op deurtog (2007)
- Die huis van die digter en ander liefdesverhale (2009)

#### Verhalenbundels
- In 'n kraal: 'n keuse uit die prosa van Hennie Aucamp (1979). Samengesteld door Elize Botha.
- Brandglas (1987). Samengesteld door Charles Fryer.
- Lyflied: ’n keur uit sy liedtekste (1999). Samengesteld door Daniel Hugo.

### Poëzie
- Hongerblom: vyf elegieë (1972)
- Die blou uur: 50 cocktail-kwatryne (1984)
- Teen latenstyd, verdere lirieke: 1980-1986 (1987)
- Pluk die dag: aforismes en ander puntighede (1994)
- Koerier: 69 opdrag- en ander kwatryne (1999)
- Hittegolf: wulpse sonnette met ’n nawoord (2002)
- Dryfhout: 40 verse (2005)
- Vlamsalmander (2008)

^ Woerts in die hoekie: nuwe kinderverse (2010)
- Ghoera: Afrika-verse vir kinders (2011)
- Teen die lig (2012)
- Skulp (2014), kwatrijnen

### Cabaret en toneel
- Wolwedans: ’n sort revue (1973)
- Die lewe is ’n grenshotel: ryme vir pop en kabaret (1977)
- Papawerwyn en ander verbeeldings vir die verhoog (1980)
- Met permissie gesê: ’n kabaret (1980)
- Hoorspelkeur (1983). Bevat ook teksten van andere schrijvers.
- Slegs vir almal: ’n kabaret oor selfsug (1986)
- By Felix en Madame en ander eenbedrywe (1987)
- Sjampanje vir ontbyt: drie verwante eenbedrywe (1988)
- Punt in die wind: ’n komedie met drie bedrywe en ’n nadraai (1989)
- Brommer in die boord (1990)
- Dubbeldop: kabarettekste en –opstelle (1994)
- Van hoogmoed tot traagheid, of, Die sewe doodsondes (1996)
- Koffer in Berlyn. Essays oor kabaret (2013)

### Wetenschappelijke publicaties
- Gesprekke met skrywers (1971-1973). Drie delen.
- M.E.R. 100 (1975). Biografie van Mimie E. Rothmann.
- Kort voor lank: opstelle oor kortprosatekste (1978)
- Woorde wat wond: geleentheidstukke oor randkultuur (1984)
- Die blote storie: ’n werkboek vir kortverhaalskrywers (1986). Deel 2 verscheen in 1994
- Dagblad (1987). Bevat artikelen en recensies over Zuid-Afrikaans proza.
- Windperd: opstelle oor kreatiewe skryf (1992)
- Beeltenis verbode: bespiegelinge oor egodokumente en biografieë (1998)
- Bly te kenne: ´n bundel portrette (2001)
- Die allure van die onvolledige, met spesifieke verwysing na Sonklong oor Afrika van D.J. Opperman (2007)
- Oor en weer (2010)
- Lendetaal: homoërotiek in die kunste en in die letterkunde (2011)

### Verhalenbundels door de auteur samengesteld
- Bolder (1973)
- Blommetjie gedenk aan my (1978)
- Wisselstroom (1990)
- Vuurslag (1991)
- 'n Boekreis ver (1991)
- Sewe sondes, nee meer (1995)
- Rampe in die ruigte (1996)
- Borde, borde, boordevol: verhale en essays oor kos (1998)
- Wys my waar Timboektoe is: 'n persoonlike reis deur Afrika (1997)

### In het Nederlands vertaald
- Borde borde boordevol (1998). Verhalen en essays over voedsel en eten.

## Bekroningen
- Tafelberg-prys (1970)
- WA Hofmeyr-prys (saam met Chris Barnard, 1974)
- ATKV-toneelprys (1980)
- Hertzogprys (1982)
- Fleur du Cap-prys vir die beste inheemse toneelteks van die jaar (1987)
- Recht Malan-prys (1997)